# Waldkönigen
Waldkönigen ist ein Stadtteil (Ortsbezirk) von Daun in der zentralen Vulkaneifel im Landkreis Vulkaneifel in Rheinland-Pfalz.

## Lage
Der Ort liegt im Pützbachtal. Die Nachbarorte von Waldkönigen sind im Norden Dockweiler, im Osten Rengen, im Süden Steinborn und im Westen Hinterweiler. Durch den Ort verläuft die K 35 und direkt am östlichen Ortrand die B 421. Außerdem durchquert der Pützborner Bach den Ort.

## Geschichte
Waldkönigen wird das erste Mal 1368 urkundlich erwähnt.
Bis zum Ende des 18. Jahrhunderts gehörte Waldkönigen landesherrlich zur Reichsherrschaft Winneburg und Beilstein, die zuletzt im Besitz der Grafen von Metternich war. Kirchlich gehörte Waldkönigen zum Erzbistum Köln.
Im Jahr 1794 wurde das Linke Rheinufer im ersten Koalitionskrieg von französischen Revolutionstruppen besetzt. Von 1798 bis 1814 gehörte Waldkönigen zum Kanton Daun im Saardepartement.
Auf dem Wiener Kongress (1815) kam die Region an das Königreich Preußen, Waldkönigen wurde 1816 dem neu errichteten Kreis Daun im Regierungsbezirk Trier zugeordnet und von der Bürgermeisterei Dockweiler verwaltet.
Nach dem Zweiten Weltkrieg wurde die Gemeinde Waldkönigen innerhalb der französischen Besatzungszone Teil des damals neu gebildeten Landes Rheinland-Pfalz.
Am 7. November 1970 wurde die bis dahin eigenständige Gemeinde Waldkönigen mit damals 384 Einwohnern in die Stadt Daun eingemeindet.

## Politik
Der Stadtteil Waldkönigen ist gemäß Hauptsatzung einer von acht Ortsbezirken der Stadt Daun. Die Grenzen des Bezirks entsprechen denen der Gemarkung. Er wird politisch von einem Ortsbeirat sowie einem Ortsvorsteher vertreten.
Der Ortsbeirat von Waldkönigen besteht aus sieben Mitgliedern und dem ehrenamtlichen Ortsvorsteher als Vorsitzendem.
Bernhard Kläs wurde 2004 Ortsvorsteher von Waldkönigen. Bei der Direktwahl am 26. Mai 2019 wurde er mit einem Stimmenanteil von 89,40 % für weitere fünf Jahre in seinem Amt bestätigt.
Kläs Vorgänger als Ortsvorsteher war bis 2004 Volker Wetzler.

## Kirche
Im Dorf befindet sich die katholische Filialkirche St. Luzia. Sie wurde 1871 aus Bruchsteinen errichtet. Sie ersetzt eine ältere Kirche.
Siehe auch: Liste der Kulturdenkmäler in Gemünden

## Vereine
- DJK Waldkönigen e. V.
- Musikverein Waldkönigen e. V.
- Freiwillige Feuerwehr
- Motorradfreunde Waldkönigen
- Orgelbauverein der Filialkirche St. Luzia Daun-Waldkönigen e. V.
- Ski-Langlauf-Verein Ernstberg e. V.